# 利希滕埃克特·伊什特万
利希滕埃克特·伊什特万（匈牙利語：Lichteneckert István，1892年8月17日—1929年11月10日），匈牙利男子击剑运动员。他曾代表匈牙利参加1924年夏季奥林匹克运动会击剑比赛，获得一枚铜牌。